# Саидов, Джура Камалович
Джура Камалович Саидов (25 декабря 1909, Коканд, Кокандский уезд, Туркестанское генерал-губернаторство, Российская империя — 9 апреля 1999, Ташкент, Узбекистан) — советский и узбекский ботаник.

## Биография
Родился 25 декабря 1909 года в Коканде. В 1926 году поступил в Узбекскую педагогическую академию в Самарканде, который он окончил в 1931 году. В 1932 году устроился на работу в Институт хлопка, где проработал вплоть до 1935 года. В 1935 году устроился на работу в Узбекский сельскохозяйственный институт, где он работал научным сотрудником вплоть до 1943 года. В 1943 году был избран директором данного института, данную должность он занимал вплоть до 1952 года. С 1952 по 1960 год заведовал кафедрой ботаники там же.

### Информация о смерти и последующие пути научной деятельности
В 1957 году несколько узбекских газет опубликовали некролог о гибели выдающегося учёного, хотя он впоследствии опроверг слухи о гибели, однако дата смерти стоит вплоть до сегодняшних дней во многих источниках. С 1962 по 1964 год заведовал лабораторией морфологии растений в Институте ботаники Академии наук Узбекской ССР. В 1964 году был избран директором данного института и проработал вплоть до начала 1990-х годов.
Скончался 9 апреля 1999 года в Узбекистане.

## Научные работы
Автор свыше 48 научных работ.
- Разработал теоретические основы и методы фитомелиорации пастбищ аридной зоны Узбекской ССР.

## Членство в обществах
- 1968-91 — Академик АН Узбекской ССР.

## Награды и премии
- орден Трудового Красного Знамени (29.12.1979)[2]
- Государственная премия СССР